# 時里二郎
時里 二郎（ときさと じろう、1952年 - ）は、日本の詩人。

## 略歴
兵庫県加西市出身・在住。高校時代に谷川俊太郎を読んだことで詩に興味を持つ。同志社大学文学部卒業後、故郷で教職に就いてから、友人のすすめで詩作を始める。兵庫県立北条高等学校などの教諭を務める。1991年に『星痕を巡る七つの異文』で富田砕花賞、1996年に『ジパング』で晩翠賞、2004年に『翅の伝記』で現代詩人賞、2019年『名井島』で高見順賞および読売文学賞を受賞。

## 著書
- 『伝説』沖積舎 1981
- 『胚種譚』湯川書房 1983
- 『採訪記』湯川書房 1988
- 『星痕を巡る七つの異文』書肆山田 1991
- 『ジパング』思潮社 1995
- 『翅の伝記』書肆山田 2003
- 『石目』書肆山田 2013
- 『名井島』思潮社 2018